# Distritos de la República de China
En la República de China (Taiwán), el distrito es una subdivisión administrativa de nivel secundario. Hay dos tipos de distritos: 
- el distrito (en chino tradicional, 區; pinyin, qū),
- el distrito indígena (o aborigen) de montaña (en chino tradicional, 原住民區; pinyin, yuánzhùmínqū).

## Jerarquía
En la jerarquía de organismos autónomos, el distrito se clasifica por debajo del municipio especial y la ciudad provincial, los cuales son organismos de primer nivel.
El distrito está formado por pueblos urbanos (en chino tradicional, 里; pinyin, lǐ) y pueblos rurales (en chino tradicional, 村; pinyin, cūn), estos mismos compuestos por barrios (en chino tradicional, 鄰; pinyin, lín).